# The Woman He Married
The Woman He Married er en amerikansk stumfilm fra 1922 af Fred Niblo.

## Medvirkende
- Anita Stewart som Natalie Lane
- Darrell Foss som Roderick Warren
- Donald MacDonald som Byrne Travers
- William Conklin som Andrew Warren
- Shannon Day som Mimi
- Charlotte Pierce som Muriel Warren